# Papyrus van Ani

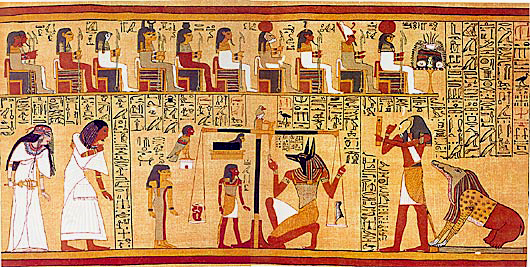
Deze afbeelding toont een van de 37 stukken uit de papyrus van Ani. Dit is het bekendste onderdeel van Ani's dodenboek met het wegen van het hart. Als Ani deze twee proeven weet te doorstaan kan hij verenigd worden met Osiris en het eeuwige leven verkrijgen. In de papyrus zien we Ani steeds vergezeld door zijn vrouw Toutou.

De Papyrus van Ani is een papyrusrol geschreven in cursieve hiërogliefen en geïllustreerd met miniaturen. Het werk dateert uit de 19e dynastie van het Nieuwe Rijk uit het oude Egypte (ca. 1250 v.Chr). De Papyrus van Ani geldt als het mooiste voorbeeld van het Egyptische Dodenboek.

## Dodenboek
De papyrus is een Egyptisch Dodenboek dat aan Ani, schrijver, na zijn dood werd meegegeven op zijn reis naar de onderwereld, om hem tijdens deze gevaarlijke reis te begeleiden. Het dodenboek bevat verklaringen en bezweringen die hem moesten helpen de beproevingen te doorstaan alvorens zich het eeuwige leven in de onderwereld te kunnen verwerven. Het geloof dat deze tekeningen en teksten zouden helpen, komen voort uit de oude Egyptische opvatting, dat wat geschreven staat waar is.

## Aankoop door het British Museum
De papyrus van Ani heeft een lengte van 23,5 meter. De papyrusrol werd in het jaar 1888 in Egypte aangekocht door de Britse egyptoloog E.A. Wallis Budge voor de collectie van het British Museum. In 1888 verscheepte Budge het dodenboek van Ani naar Engeland. Om het te verschepen liet Budge de papyrusrol in 37 stukken van ongeveer gelijke grootte snijden. Aangezien hij nog niet over de benodigde technologie beschikte om de papyrus in Londen weer in elkaar te zetten, raakte het werk hierdoor behoorlijk beschadigd.

## Teksten over het hiernamaals
De eerste grote groep teksten over het hiernamaals of leven na de dood waren de Piramideteksten, die in de koninklijke piramiden van de 5e en 6e dynastie waren geschreven. Ze waren bedoeld voor de koning en koninklijke familie. In deze teksten verschijnt voor het eerst de god Osiris. Osiris is hecht verbonden met het koningschap, met name met het uitoefenen van koningschap in het hiernamaals. In de Piramideteksten overheerst het beeld van een hemels hiernamaals: de akh-ziel vliegt de hemel in en voegt zich bij het gevolg van de hoofdgod, de zonnegod Re. Het doel van de teksten was de koning daarbij te helpen. Alle mogelijke goden werden daarbij aangeroepen. 
De Piramideteksten werden aangepast in de Eerste Tussenperiode en werden de basis voor de Grafkistteksten (Sarcofaag teksten). Veel van de oudere teksten werden opnieuw geïnterpreteerd. Ongeveer een derde van het Egyptisch Dodenboek kan worden herleid tot deze Sarcofaagteksten. De teksten waren aan de binnenkant geschreven van houten grafkisten van particulieren. Het 'osiriaanse' hiernamaals wordt nu ook aan niet-koninklijke personen aangeboden, maar Osiris is betrokken op het onderaardse gebied, de Duat, de 'onderwereld', waar hij voortaan mee geassocieerd zal worden. De Duat lijkt belangrijker te zijn geworden dan de hemelse gebieden van Re. 
Alle gestorvenen konden worden geïdentificeerd met Osiris. Dat was eerder in het Oude Rijk het privilege van de koning.
De belangrijkste vernieuwing van de Sarcofaagteksten was evenwel het idee dat iedereen zal worden beoordeeld in het hiernamaals op basis van zijn of haar daden gedurende het aardse leven. Begane zonden moeten 'vederlicht' zijn, mogen niet zwaarder wegen dan de veer van waarheid en gerechtigheid. In de grafteksten is er voor het eerst een concrete aanwijzing voor dit idee. Het oordeel vindt plaats voor Osiris en een raad van goden.
Tijdens het Middenrijk ontstond naast de Sarcofaagteksten het Boek van de twee Wegen. Verschillende bezweringen uit dit boek vonden hun weg naar het Egyptisch Dodenboek. Voor het eerst wordt Egyptische literatuur over het hiernamaals begeleid met afbeeldingen en een kaart van de verschillende elementen van de volgende wereld. Tussen de twee wegen bevindt zich het 'Eiland van de Vlam', dat ook een belangrijke rol speelt in het Dodenboek.
Pas in de latere periode van de 13e dynastie verschijnen de eerste voorbeelden van het Egyptisch Dodenboek. De koningstombes van de 18e en 19e dynastie bevatten verschillende teksten, rijkelijk geïllustreerd, om de koning te helpen op zijn reis door het hiernamaals: de Litanie van de Zon, de Amduat, het Boek van de Poorten, het Boek van de Grotten, het Boek van Aker, het Boek van Dag en Nacht, het Boek van de Goddelijke Koe. 
Het Egyptisch Dodenboek deed hierna snel zijn intrede en werd een van de belangrijkste onderdelen die een welgestelde Egyptenaar meenam in zijn graf. 
De onderwereld is het gebied onder de aarde, waar de zon doorheen reist, als hij in het westen is 'ondergegaan'. De zon ging 's avonds als oude man in het westen onder in de wateren van Nun en werd 's morgens als jonge 'Khepri' in het oosten uit Nun herboren. Tijdens de reis door de onderwereld was er gevaar van de 'non-existente' krachten van de chaos, die waren blijven bestaan na het ordenen van het universum door Re. Apophis was het symbool van deze krachten van chaos. Hij werd voorgesteld als een eindeloze slang. Daarbij vormden Osiris' broer en moordenaar Seth en diens metgezellen een bedreiging voor zowel Osiris als de gestorvenen in de Duat.
In de Late Tijd verscheen nog als supplement het Boek van Adems. Het Egyptisch Dodenboek werd tot in de Romeinse Tijd gebruikt. 

## Inhoud
Ani's papyrus begint, net als veel Dodenboeken uit het Nieuwe Koninkrijk, niet met hoofdstuk 1, maar met twee hymnen om Re en Osiris te prijzen. Re en Osiris zijn de belangrijkste goden in het hiernamaals. Hierop volgt gelijk het belangrijkste moment om te komen tot een succesvol leven na de dood: het Oordeel waarbij het hart van de gestorvene wordt gewogen tegen de veer van waarheid (Ma'at). Ma'at is de dochter van Re. 
De Papyrus van Ani bestaat uit vier grote delen:
- 1. Hoofdstuk 1-16. De gestorvene gaat de tombe in en reist neerwaarts de onderwereld binnen. Het 'lijk', de mummie, dient de fysieke mogelijkheden, die het had tijdens het aardse bestaan, terug te winnen.
- 2. Hoofdstuk 17-63. De uitleg over de belangrijkste plaatsen en goden in het hiernamaals. De gestorvene herleeft en kan herrijzen als de wedergeboren ochtendzon.
- 3. Hoofdstuk 64-129. De gestorvene reist door de hemel in de zonne-bark als een van de gezegende doden. 's Avonds vervolgt de gestorvene zijn of haar reis in de onderwereld en verschijnt voor Osiris en de rechters van de doden, nu als een die reeds waardig is bevonden.
- 4. Hoofdstuk 130-189. De gestorvene neemt zijn of haar plaats in als god (netjer) en reist met Re in diens zonneschip. Verder gaat dit deel over beschermende amuletten, voedselvoorziening en belangrijke plaatsen.

## Verschillende ziel-vormen
De Egyptenaren geloofden in een transfiguratie (gedaanteverwisseling) in de 'volgende wereld'. De gestorvenen namen niet automatisch de ziele-vormen van hun 'transformaties' aan, maar moesten daartoe actief deelnemen. Daartoe dienden de bezweringen, waardoor de gestorvene in staat werd gesteld zich tijdelijk in verschillende spirituele vormen te transformeren. De vormen, die het meest corresponderen met ons concept van 'ziel' zijn: de akh, de ka, de ba en de Schaduw (shut).
De akh (de stralende, een sterre- of zonnewezen) wordt vaak vertaald met 'gezegende dode'. Deze staat zou het uiteindelijke doel zijn in de hemelse regionen van de zon. De akh is vaak voorgesteld als een mummie. De akh heeft weinig meer van doen met de aarde.
De ka kon tijdens het aardse leven afgescheiden van het stoffelijk lichaam bestaan en functioneren als dubbelganger (Doppelgänger). In Egyptische reliëfs en schilderingen staat de ka beschermend achter de koning, als een soort beschermengel. De ka is wel als een spiritueel lichaam binnen het fysieke lichaam geïnterpreteerd. De ka wordt ook als een paar opgeheven armen weergegeven. De ka zou de 'levensenergie' van de mens vertegenwoordigen. De ka kon ook beelden en afbeeldingen belevendigen. De zonnegod Re had meer dan één ka, hij had wel 14 ka's (personificaties of kwaliteiten, waaronder kracht en creativiteit). 
De Schaduw omvatte de persoonlijkheid of ziel van een mens. De gestorvene kon bij dag als schaduw (een dun, zwart silhouet) uit de tombe komen.  
De ba vliegt als vogel (een Jabiroe oftewel reuzenooievaar), meestal voorgesteld met een mensenhoofd, vaak boven de grafkist.

## Geheime tekst
Het Egyptische Dodenboek was geen wijdverspreid document. Het kwam slechts in het bezit van een klein segment van de Egyptische samenleving. Veel ervan is, zelfs voor experts, onbegrijpelijk. Toch waren de Egyptenaren een fundamenteel rationeel volk. De schijn van nonsens van veel wat in het Egyptisch Dodenboek vermeld is, staat dan ook in schril contrast met wat verder over het volk bekend is als 'matter-of-fact, down-to-earth'. Overleven en succes in zowel dit als het volgende leven vereiste speciale, vaak verborgen kennis. Dit leidde tot het geloof dat Egyptische grafteksten een geheime betekenis hadden. De andere wereld ('onderwereld', onderaardse wereld) kende geheime aspecten en de gestorvene nam aan tot een selecte groep in het hiernamaals te behoren. Hierdoor wordt wel gedacht, dat men tot de wereld van de doden moest worden 'ingewijd', alsof men lid werd van een geheim genootschap in de kosmische ruimte. De gestorvene moest in de andere wereld het recht opeisen om toegang tot een plaats te krijgen en had daartoe 'kennis' nodig. Daarmee kon de 'wachter voor een poort' bij zijn naam genoemd worden en op een mysterieuze vraag een even cryptisch antwoord worden gegeven. De gestorvene moest aantonen dat hij werkelijk tot de goden behoorde. Alleen diegene, die zich een Egyptisch Dodenboek kon verschaffen, had weet van de innerlijke kennis van dit geheime genootschap.